# Фестиваль средневековой культуры в Меджибоже
Проводится два раза в год, летом и зимой в Меджибоже, в Летичевском районе Хмельницкой области.
- Летний фестиваль носит название «Стародавній Меджибіж» (укр) (перевод: "Древний Меджибож") Проходит он в 20-х числах Августа и приурочен ко Дню независимости Украины.
- Зимний фестиваль проходит под названием «Зимова Вежа» (укр) (перевод: "Зимняя Башня") Проходит в начале января, первые выходные после Рождества.

## Летний фестиваль «Стародавній Меджибіж»
Впервые прошёл на территории меджибожской крепости в 2003 году.
Программа фестиваля традиционно включает:
- одиночные и групповые рыцарские турниры
- воспроизведение массовых битв
- конкурс исторического костюма
- соревнования в стрельбе из луков и арбалетов
- выступления уличных театров
- ярмарку и мастерклассы народных ремёсел
- огненные представления (фаершоу)
- старинные танцы разных народов
- концерт фолковой музыки

## Зимний фестиваль «Зимова Вежа»
Впервые был проведён в 2010 году.
Идея зимнего фестиваля заключается п проверке на пригодность к суровым зимним условиям комплектов исторического костюма и доспеха.
А также проводится проверка выносливости участников и способности обходится без предметов современной циваилизации.
Программа зимнего фестиваля включает:
- зимние бои
- пешие походы
- пир в замковой башне
- игрища и забавы
- зимняя охота
- бал
- полевая баня, купание в проруби
- фаершоу
- фолк-концерт
- ярмарку и мастерклассы народных ремёсел

## Организаторы
Хмельницкий клуб военно-исторической реконструкции «Воин» и Государственный историко-культурный заповедник "Межибіж"

Оргкомитет: Константин Пархоменко, Олег Погорелец.